# Koń lokajski
Koń lokajski – jedna z ras konia domowego.
Spokrewniony z rasą karabairską, od której się wywodzi. Zaznacza się również silny wpływ rasy arabskiej.
Umaszczenie od siwego do kasztanowatego, średnia wysokość w kłębie wynosi 145 cm.